# Trévron
Trévron är en kommun i departementet Côtes-d'Armor i regionen Bretagne i nordvästra Frankrike. Kommunen ligger i kantonen Dinan-Ouest som tillhör arrondissementet Dinan. År 2022 hade Trévron 681 invånare.

## Befolkningsutveckling
Antalet invånare i kommunen Trévron
Referens:INSEE